# Shelter (гра)
Shelter (з англ. — укриття, прихисток) — відеогра жанру симулятора виживання, яку розробила компанія Might and Delight для Windows та Mac. Її було випущено 28 серпня 2013 року після затвердження у системі Steam Greenlight. Гравець контролює мати-борсучиху, що має захистити та прокормити своє потомство, пересуваючись від однієї нори до іншої. Протягом подорожі потомство має отримувати від матері їжу і постійно перебуває в небезпеці від загроз, як от хижі птахи чи лісові пожежі.
Гра була сприйнята добре і отримала хвалебні відгуки щодо графіки, звуку та атмосфери, яку вони створюють. Думки критиків розбігаються, коли мова заходить про складність гори та її продовжуваність.

## Ігровий процес

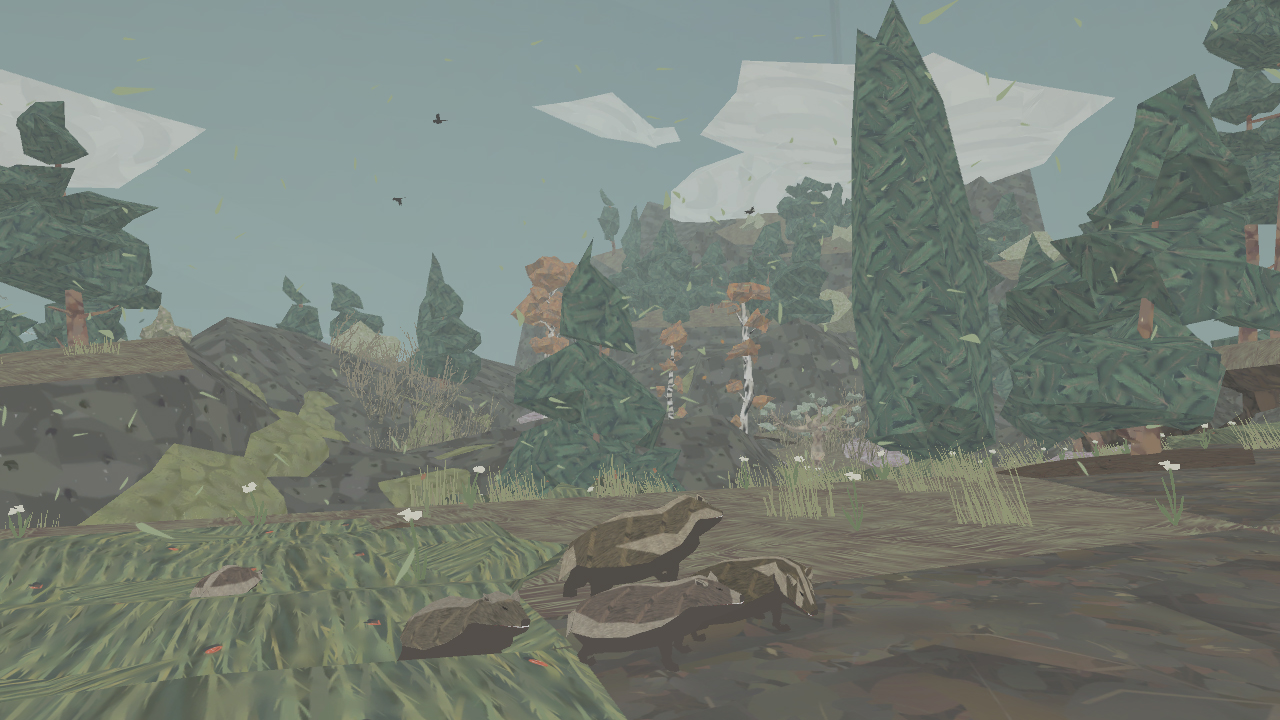
У Shelter гравець контролює мати-борсучиху, що доглядає за своїм потомством

У Shelter гравець контролює мати-борсучиху, що супроводжує п'ятеро своїх дітлахів з їх нори до нового дому і має захистити їх від різних небезпек. Протягом подорожі в дітлахів поволі з'являється почуття голоду. Щоб його втамувати, гравець має знайти їжу ловлячи хижаків (наприклад, лисиць) або знаходячи фрукти та овочі. Загрози для життя потомства з'являються у різних формах, які залежать від частини гри.
У першій та останній частинах гри присутні ділянки, що містять хижих птахів, які кружляють навколо і можуть прилетіти і схопити дитинча, якщо воно знаходиться на відкритій ділянці занадто довго. Одна частина гри проходить вночі, в ній гравець має обмежену здатність бачити навколишній світ. У цій частині дитинчати будуть лякатися шумів й будуть тікати від гравця. В цій ситуації гравець має повернути їх до того, як вони вийдуть за безпечну відстань від матері. У наступній частині гравець має подорожувати крізь лісову пожежу, захищаючи дітлахів від полум'я. Ще одна частина вимагає від гравця переводити дітлахів через бурхливу річку.

## Розробка
| Агрегатор    | Оцінка |
| ------------ | ------ |
| GameRankings | 68.79% |
| Metacritic   | 69/100 |

| Видання   | Оцінка |
| --------- | ------ |
| Edge      | 7/10   |
| Eurogamer | 8/10   |
| GameSpot  | 7/10   |
| Joystiq   | [ 10 ] |

Might and Delight почали розробляти Shelter у січні 2013 року після випуску Pid. Гра була анонсована і представлена у системі Steam Greenlight у квітні, затверджена в липні та випущена 28 серпня того ж року. У грудні 2013 року Might and Delight випустили безкоштовне доповнення для Shelter, в якому гравець має годувати своїх дітлахів раз на день протягом місяця, щоб не дати їм померти.

## Відгуки
Shelter отримала переважно позитивні відгуки, набравши 68,79% і 69% на агрегаторах рецензій GameRankings і Metacritic відповідно. Рецензенти хвалили гру за те, що вона провокує емоції: смерть дитинчати "викликала справжнє відчуття втрати" у Бена Текстора з Hardcore Gamer, а кінцівка гри змусила Саймона Паркіна з Eurogamer "розгубитися від горя і здивування". В огляді GameSpot Кевін ВанОрд (Kevin VanOrd) сказав, що коли гине дитинча, "з'являється гризуче відчуття невдачі, не як у гравця, а як у батька, який зобов'язаний захистити своє потомство".
Художнє та звукове оформлення гри було загалом добре сприйняте: Едж описав гру як "красиву, пастельних тонів клаптикову ковдру", а Джон Вокер у позитивній рецензії журналу Rock, Paper, Shotgun назвав гру "до смішного гарною". Рецензія GameFront була менш прихильною до графіки, Джеррі Боннер описав її як таку, що має "виразно полігональний вигляд, наче ця гра була розроблена для оригінальної Playstation". Майк Роуз з Gamezebo сказав, що звук у грі "просто неймовірний і ідеально відповідає оточенню".

## Продовження
9 березня 2015 року через програмний клієнт Steam вийшло продовження під назвою Shelter 2. У цій грі гравець керує вагітною самкою рисі. Гравці керують риссю, коли вона знаходить лігво для майбутнього виводку кошенят і виховує їх, навчаючи виживати в дикій природі. На відміну від попередньої гри, "Притулок 2" дозволяє гравцям давати кошенятам імена. Тими з них, які виживають, гравець також може керувати, продовжуючи наступне покоління родинного дерева.